# Meinhard Olsen
Meinhard Egilsson Olsen (Tórshavn, 10 aprile 1997) è un calciatore faroese, centrocampista del Mjøndalen e della nazionale faroese.

## Carriera

### Club
Olsen ha cominciato la carriera con la maglia dello NSÍ Runavík. Ha esordito in Formuladeildin in data 26 maggio 2013, subentrando a Sjúrður Jacobsen nel pareggio per 1-1 maturato sul campo del KÍ Klaksvík. Il 7 marzo 2015 ha trovato il primo gol nella massima divisione locale, nel 5-1 inflitto all'EB/Streymur. Il 9 luglio ha debuttato nelle competizioni europee per club: ha sostituito Magnus Hendriksson Olsen nella vittoria per 4-3 sul Linfield, sfida valida per il ritorno del primo turno di qualificazione all'Europa League 2015-2016.
Nel luglio dello stesso anno, Olsen è stato ingaggiato dai danesi del Vendsyssel, militanti in 1. Division (secondo livello del campionato). Ha debuttato in questa divisione il 28 maggio 2016, sostituendo Brandur Olsen e trovando una rete nella vittoria per 0-2 sul campo dell'Helsingør.
A luglio 2017 è rientrato in patria per giocare nelle file del B36 Tórshavn. È tornato a calcare i campi faroesi il 23 luglio, sostituendo Hannes Agnarsson nel successo casalingo per 2-1 sullo Skála.
Il 22 novembre 2018, i norvegesi del Kristiansund hanno reso noto l'ingaggio di Olsen, che ha firmato un contratto annuale col nuovo club, valido dalla riapertura del calciomercato locale.
Il 5 marzo 2020 ha fatto ufficialmente ritorno in patria, nel B36 Tórshavn.
Il 21 agosto 2020 è passato agli svedesi del GAIS, impegnati nella locale seconda serie.
Il 12 febbraio 2021, Olsen ha firmato un contratto annuale con la maglia del Bryne, facendo ritorno in Norvegia.

### Nazionale
Olsen ha rappresentato le Fær Øer a livello Under-17, Under-19 e Under-21.
Nel 2018 ha esordito in nazionale maggiore.

## Statistiche

### Presenze e reti nei club
Statistiche aggiornate al 19 gennaio 2025.
| Stagione            | Club                | Campionato          | Campionato | Campionato | Coppe nazionali | Coppe nazionali | Coppe nazionali | Coppe continentali | Coppe continentali | Coppe continentali | Supercoppe | Supercoppe | Supercoppe | Totale | Totale |
| Stagione            | Club                | Comp                | Pres       | Reti       | Comp            | Pres            | Reti            | Comp               | Pres               | Reti               | Comp       | Pres       | Reti       | Pres   | Reti   |
| ------------------- | ------------------- | ------------------- | ---------- | ---------- | --------------- | --------------- | --------------- | ------------------ | ------------------ | ------------------ | ---------- | ---------- | ---------- | ------ | ------ |
| 2013                | NSÍ Runavík         | FD                  | 5          | 0          | CF              | 6               | 0               | -                  | -                  | -                  | -          | -          | -          | 6      | 0      |
| 2014                | NSÍ Runavík         | FD                  | 22         | 0          | CF              | 2               | 0               | -                  | -                  | -                  | -          | -          | -          | 24     | 0      |
| gen.-ago. 2015      | NSÍ Runavík         | FD                  | 12         | 1          | CF              | 2               | 0               | UEL                | 1                  | 0                  | -          | -          | -          | 15     | 1      |
| Totale NSÍ Runavík  | Totale NSÍ Runavík  | Totale NSÍ Runavík  | 39         | 1          |                 | 10              | 0               |                    | 1                  | 0                  |            | -          | -          | 50     | 1      |
| ago. 2015-2016      | Vendsyssel          | 1D                  | 1          | 1          | CD              | ?               | ?               | -                  | -                  | -                  | -          | -          | -          | 1+     | 1+     |
| 2016-2017           | Vendsyssel          | 1D                  | 8          | 0          | CD              | 2               | 1               | -                  | -                  | -                  | -          | -          | -          | 10     | 1      |
| Totale Vendsyssel   | Totale Vendsyssel   | Totale Vendsyssel   | 9          | 1          |                 | 2+              | 1+              |                    | -                  | -                  |            | -          | -          | 11+    | 2+     |
| lug.-dic. 2017      | B36 Tórshavn        | FD                  | 13         | 4          | CF              | 1               | 0               | -                  | -                  | -                  | -          | -          | -          | 14     | 4      |
| 2018                | B36 Tórshavn        | FD                  | 25         | 13         | CF              | 5               | 0               | UEL                | 6                  | 0                  | -          | -          | -          | 36     | 13     |
| Totale B36 Tórshavn | Totale B36 Tórshavn | Totale B36 Tórshavn | 38         | 17         |                 | 6               | 0               |                    | 6                  | 0                  |            | -          | -          | 50     | 17     |
| 2019                | Kristiansund        | ES                  | 11         | 1          | CN              | 3               | 1               | -                  | -                  | -                  | -          | -          | -          | 14     | 2      |
| mar.-ago. 2020      | B36 Tórshavn        | FD                  | 16         | 10         | CF              | 0               | 0               | UEL                | 1                  | 0                  | -          | -          | -          | 17     | 10     |
| ago.-dic. 2020      | GAIS                | S                   | 15         | 1          | CS              | 0               | 0               | -                  | -                  | -                  | -          | -          | -          | 15     | 1      |
| 2021                | Bryne               | 1D                  | 25         | 7          | CN              | 1               | 0               | -                  | -                  | -                  | -          | -          | -          | 26     | 7      |
| 2022                | Mjøndalen           | 1D                  | 30         | 7          | CN              | 1               | 0               | -                  | -                  | -                  | -          | -          | -          | 31     | 7      |
| 2023                | Mjøndalen           | 1D                  | 6          | 0          | CN              | 0               | 0               | -                  | -                  | -                  | -          | -          | -          | 6      | 0      |
| 2023                | Mjøndalen           | 1D                  | 27+2       | 7+0        | CN              | 2               | 0               | -                  | -                  | -                  | -          | -          | -          | 31     | 7      |
| Totale Mjøndalen    | Totale Mjøndalen    | Totale Mjøndalen    | 63+2       | 14+0       |                 | 3               | 0               |                    | -                  | -                  |            | -          | -          | 68     | 14     |
| gen.-giu. 2025      | Kolding IF          | 1D                  | 0          | 0          | CD              | -               | -               | -                  | -                  | -                  | -          | -          | -          | 0      | 0      |
| Totale              | Totale              | Totale              | 216+2      | 52+0       |                 | 25+             | 2+              |                    | 8                  | 0                  |            | -          | -          | 251+   | 54+    |

### Cronologia presenze e reti in nazionale
| Cronologia completa delle presenze e delle reti in nazionale ― Fær Øer | Cronologia completa delle presenze e delle reti in nazionale ― Fær Øer | Cronologia completa delle presenze e delle reti in nazionale ― Fær Øer | Cronologia completa delle presenze e delle reti in nazionale ― Fær Øer | Cronologia completa delle presenze e delle reti in nazionale ― Fær Øer | Cronologia completa delle presenze e delle reti in nazionale ― Fær Øer | Cronologia completa delle presenze e delle reti in nazionale ― Fær Øer | Cronologia completa delle presenze e delle reti in nazionale ― Fær Øer |
| Data                                                                   | Città                                                                  | In casa                                                                | Risultato                                                              | Ospiti                                                                 | Competizione                                                           | Reti                                                                   | Note                                                                   |
| ---------------------------------------------------------------------- | ---------------------------------------------------------------------- | ---------------------------------------------------------------------- | ---------------------------------------------------------------------- | ---------------------------------------------------------------------- | ---------------------------------------------------------------------- | ---------------------------------------------------------------------- | ---------------------------------------------------------------------- |
| 7-6-2019                                                               | Tórshavn                                                               | Fær Øer                                                                | 1 – 4                                                                  | Spagna                                                                 | Qual. Euro 2020                                                        | -                                                                      | 86’                                                                    |
| 5-9-2019                                                               | Tórshavn                                                               | Fær Øer                                                                | 0 – 4                                                                  | Svezia                                                                 | Qual. Euro 2020                                                        | -                                                                      | 76’                                                                    |
| 3-9-2020                                                               | Tórshavn                                                               | Fær Øer                                                                | 3 – 2                                                                  | Malta                                                                  | UEFA Nations League 2020-2021 - 1º turno                               | -                                                                      | 65’                                                                    |
| 6-9-2020                                                               | Andorra La Vella                                                       | Andorra                                                                | 0 – 1                                                                  | Fær Øer                                                                | UEFA Nations League 2020-2021 - 1º turno                               | -                                                                      | 72’                                                                    |
| 13-10-2020                                                             | Tórshavn                                                               | Fær Øer                                                                | 2 – 0                                                                  | Andorra                                                                | UEFA Nations League 2020-2021 - 1º turno                               | -                                                                      | 45’ 55’                                                                |
| 11-11-2020                                                             | Vilnius                                                                | Lituania                                                               | 2 – 1                                                                  | Fær Øer                                                                | Amichevole                                                             | -                                                                      | 45’                                                                    |
| 14-11-2020                                                             | Riga                                                                   | Lettonia                                                               | 1 – 1                                                                  | Fær Øer                                                                | UEFA Nations League 2020-2021 - 1º turno                               | -                                                                      | 83’                                                                    |
| 17-11-2020                                                             | Ta' Qali                                                               | Malta                                                                  | 1 – 1                                                                  | Fær Øer                                                                | UEFA Nations League 2020-2021 - 1º turno                               | -                                                                      | 87’                                                                    |
| 25-3-2021                                                              | Chișinău                                                               | Moldavia                                                               | 1 – 1                                                                  | Fær Øer                                                                | Qual. Mondiali 2022                                                    | 1                                                                      | 78’                                                                    |
| 28-3-2021                                                              | Vienna                                                                 | Austria                                                                | 3 – 1                                                                  | Fær Øer                                                                | Qual. Mondiali 2022                                                    | -                                                                      | 58’                                                                    |
| 31-3-2021                                                              | Glasgow                                                                | Scozia                                                                 | 4 – 0                                                                  | Fær Øer                                                                | Qual. Mondiali 2022                                                    | -                                                                      | 58’                                                                    |
| 4-6-2021                                                               | Tórshavn                                                               | Fær Øer                                                                | 0 – 1                                                                  | Islanda                                                                | Amichevole                                                             | -                                                                      | 84’                                                                    |
| 7-6-2021                                                               | Tórshavn                                                               | Fær Øer                                                                | 5 – 1                                                                  | Liechtenstein                                                          | Amichevole                                                             | -                                                                      | 61’                                                                    |
| 1-9-2021                                                               | Tórshavn                                                               | Fær Øer                                                                | 0 – 4                                                                  | Israele                                                                | Qual. Mondiali 2022                                                    | -                                                                      |                                                                        |
| 4-9-2021                                                               | Tórshavn                                                               | Fær Øer                                                                | 0 – 1                                                                  | Danimarca                                                              | Qual. Mondiali 2022                                                    | -                                                                      | 90’                                                                    |
| 7-9-2021                                                               | Tórshavn                                                               | Fær Øer                                                                | 2 – 1                                                                  | Moldavia                                                               | Qual. Mondiali 2022                                                    | -                                                                      | 65’                                                                    |
| 26-3-2022                                                              | Gibilterra                                                             | Gibilterra                                                             | 0 – 0                                                                  | Fær Øer                                                                | Amichevole                                                             | -                                                                      | 73’                                                                    |
| 29-3-2022                                                              | San Pedro del Pinatar                                                  | Liechtenstein                                                          | 0 – 1                                                                  | Fær Øer                                                                | Amichevole                                                             | -                                                                      | 61’                                                                    |
| 7-6-2022                                                               | Tórshavn                                                               | Fær Øer                                                                | 0 – 1                                                                  | Lussemburgo                                                            | UEFA Nations League 2022-2023 - 1º turno                               | -                                                                      | 86’                                                                    |
| 11-6-2022                                                              | Tórshavn                                                               | Fær Øer                                                                | 2 – 1                                                                  | Lituania                                                               | UEFA Nations League 2022-2023 - 1º turno                               | -                                                                      | 67’                                                                    |
| 14-6-2022                                                              | Lussemburgo                                                            | Lussemburgo                                                            | 2 – 2                                                                  | Fær Øer                                                                | UEFA Nations League 2022-2023 - 1º turno                               | -                                                                      | 73’                                                                    |
| 22-9-2022                                                              | Vilnius                                                                | Lituania                                                               | 1 – 1                                                                  | Fær Øer                                                                | UEFA Nations League 2022-2023 - 1º turno                               | -                                                                      | 82’                                                                    |
| 25-9-2022                                                              | Tórshavn                                                               | Fær Øer                                                                | 2 – 1                                                                  | Turchia                                                                | UEFA Nations League 2022-2023 - 1º turno                               | -                                                                      | 90’                                                                    |
| 16-11-2022                                                             | Olomouc                                                                | Rep. Ceca                                                              | 5 – 0                                                                  | Fær Øer                                                                | Amichevole                                                             | -                                                                      | 77’                                                                    |
| 19-11-2022                                                             | Pristina                                                               | Kosovo                                                                 | 1 – 1                                                                  | Fær Øer                                                                | Amichevole                                                             | -                                                                      |                                                                        |
| 24-3-2023                                                              | Chișinău                                                               | Moldavia                                                               | 1 – 1                                                                  | Fær Øer                                                                | Qual. Euro 2024                                                        | -                                                                      | 79’                                                                    |
| 8-6-2024                                                               | Tallinn                                                                | Estonia                                                                | 4 – 1                                                                  | Fær Øer                                                                | Coppa del Baltico 2024                                                 | -                                                                      | 62’                                                                    |
| 11-6-2024                                                              | Liepāja                                                                | Lettonia                                                               | 1 – 0                                                                  | Fær Øer                                                                | Coppa del Baltico 2024                                                 | -                                                                      | 57’                                                                    |
| 7-9-2024                                                               | Tórshavn                                                               | Fær Øer                                                                | 1 – 1                                                                  | Macedonia del Nord                                                     | UEFA Nations League 2024-2025 - 1º turno                               | -                                                                      | 84’                                                                    |
| 10-9-2024                                                              | Riga                                                                   | Lettonia                                                               | 1 – 0                                                                  | Fær Øer                                                                | UEFA Nations League 2024-2025 - 1º turno                               | -                                                                      | 83’                                                                    |
| 10-10-2024                                                             | Tórshavn                                                               | Fær Øer                                                                | 2 – 2                                                                  | Armenia                                                                | UEFA Nations League 2024-2025 - 1º turno                               | -                                                                      | 70’                                                                    |
| 13-10-2024                                                             | Tórshavn                                                               | Fær Øer                                                                | 1 – 1                                                                  | Lettonia                                                               | UEFA Nations League 2024-2025 - 1º turno                               | -                                                                      | 83’                                                                    |
| 14-11-2024                                                             | Erevan                                                                 | Armenia                                                                | 0 – 1                                                                  | Fær Øer                                                                | UEFA Nations League 2024-2025 - 1º turno                               | -                                                                      | 68’                                                                    |
| 17-11-2024                                                             | Skopje                                                                 | Macedonia del Nord                                                     | 1 – 0                                                                  | Fær Øer                                                                | UEFA Nations League 2024-2025 - 1º turno                               | -                                                                      | 79’                                                                    |
| 22-3-2025                                                              | Hradec Králové                                                         | Rep. Ceca                                                              | 2 – 1                                                                  | Fær Øer                                                                | Qual. Mondiali 2026                                                    | -                                                                      | 64’                                                                    |
| Totale                                                                 |                                                                        | Presenze                                                               | 35                                                                     |                                                                        | Reti                                                                   | 1                                                                      |                                                                        |